# Tetrafenylcyclopentadienon
Tetrafenylcyclopentadienon is een organische verbinding met als brutoformule C29H20O. Bij kamertemperatuur komt de stof voor als een donkerviolette tot zwarte kristallijne vaste stof.

## Synthese
Tetrafenylcyclopentadienon kan bereid worden via een dubbele aldolcondensatie tussen benzil en dibenzylketon (1,3-difenyl-2-propanon of 1,3-difenylaceton). Deze reactie wordt in studentenlaboratoria vaak gebruikt als een introductie in de synthetische organische chemie.

## Structuur en eigenschappen
De aanwezigheid van karakteristieke conjugatie maken de verbinding geschikt voor analyse via zijn UV-spectrum. Tetrafenylcyclopentadienon neemt ruimtelijk een propeller-achtige conformatie aan: de vier fenylringen zijn ten gevolge van sterische hindering uit het vlak van de centrale ring gedraaid. De fenylringen blokkeren, ook door sterische hindering, veel reacties aan de centrale vijfring; reagentia kunnen niet dicht genoeg bij eventueel reactieve plaatsen komen.

## Toepassingen
Tetraphenylcyclopentadienone reageert niet makkelijk, met als uitzondering de reactie met actieve alkenen in de diels-alderreactie. Het optreden van benzyn is via zijn diels-alderreactie met tetrafenylcyclopentadienon in het reactieproduct 1,2,3,4-tetrafenylnaftaleen, ook een vaak gebruikte reactie tijdens de introductie in de organische synthese.